# Dr. Morte (podcast)
Dr. Morte (Dr. Death, originalmente) é um podcast produzido no ano de 2018 pela Wondery que conta a história de Christopher Duntsch. O cirurgião texano foi condenado por negligência grosseira após ter deixado trinta e três de seus pacientes gravemente feridos em decorrência de suas cirurgias, além de dois pacientes mortos durante a operação. O podcast é apresentado por Laura Beil. A série estreou em 4 de setembro de 2018 e consiste em 7 episódios.

## Episódios
| #  | Title                 | Date                   |
| -- | --------------------- | ---------------------- |
| 1  | "Três dias em Dallas" | 4 de setembro de 2018  |
| 2  | "Chris e Jerry"       | 4 de setembro de 2018  |
| 3  | "Navalha de Occam"    | 7 de setembro de 2018  |
| 4  | "Sem estrutura"       | 11 de setembro de 2018 |
| 5  | "Queda livre"         | 18 de setembro de 2018 |
| 6  | "Encerramento"        | 25 de setembro de 2018 |
| 7  | "Atualização"         | 2 de outubro de 2018   |
| 8  | "Entrevista"          | 9 de outubro de 2018   |
| 9  | "Um grande homem"     | 13 de novembro de 2018 |
| 10 | "Últimas notícias"    | 13 de dezembro de 2018 |

## Promoção
Para a promoção do podcast, a Wondery alugou um espaço publicitário em um outdoor diretamente em frente ao Baylor Scott & White Medical Center em Plano (Texas). Devido a diversas reclamações, o outdoor foi coberto apenas algumas horas depois de ter sido construído pela Clear Channel Outdoor. O Baylor Plano negou qualquer envolvimento na remoção do outdoor.

## Críticas
Dr. Morte recebeu críticas em sua maioria positivas. A revista GQ Magazine o classificou como "o podcast mais assustador do ano".

## Adaptação para a TV
Em 3 de outubro de 2018 foi anunciado o início do desenvolvimento da série televisiva pela Universal Cable Productions. Patrick Macmanus, o showrunner de Happy! assumirá a produção executiva e escreverá o roteiro.